# 措爾峰
47°03′49″N 12°38′59″E / 47.063537°N 12.649750°E
措爾峰（德語：Zollspitze），是奧地利的山峰，位於該國西部，由蒂羅爾州負責管轄，屬於格洛克納山脈的一部分，海拔高度3,024米，每年平均降雨量2,073毫米，人類在1927年首次登頂。